# 莊漢傑
莊漢傑，為Nordstan Company Limited（為建懋國際前股東）之董事，建懋國際有限公司(0108.HK)前主席。1970年代開始創立Gladiolus Trading Limited及嘉輝置業有限公司，他在澳門和中國投資物業、建築材料、貿易公司等範疇經驗，除此之外，他還擁有物業投資及金融業方面深具經驗。
他先後把位於澳門葡京花園項目注入建懋國際，那時在80年代，但到了2000年代，建懋國際股價反而沒有起色，故此他把建懋國際兩家聯營公司出售給本人，開始轉移投資福建物業至今。

## 相關資料
- 莊漢傑家族